# NGC 3702
NGC 3702 ist eine Spiralgalaxie vom Hubble-Typ Sa im Sternbild Becher am Südsternhimmel. Sie ist schätzungsweise 292 Millionen Lichtjahre von der Milchstraße entfernt und hat einen Durchmesser von etwa 115.000 Lichtjahren.

Im selben Himmelsareal befinden sich u. a. die Galaxien NGC 3688, NGC 3703, IC 2910.
Das Objekt wurde im Jahr 1886 von Francis Preserved Leavenworth entdeckt.